# Big Lake (Texas)
Big Lake ist eine Stadt und Sitz der Countyverwaltung (County Seat) des Reagan Countys im Bundesstaat Texas in den Vereinigten Staaten. Das U.S. Census Bureau hat bei der Volkszählung 2020 eine Einwohnerzahl von 2.965 ermittelt.

## Geographie
Die Stadt liegt im mittleren Westen von Texas, ist im Süden etwa 150 Kilometer von Mexiko entfernt und hat eine Gesamtfläche von 3,2 km².

## Geschichte
Big Lake ist nach dem nahe gelegenen und meist ausgetrockneten See gleichen Namens (deutsch „Großer See“) benannt. Gegründet wurde die Stadt nach der Fertigstellung der Eisenbahnlinie der Kansas City, Mexico, and Orient of Texas Railroad (heute: Panhandle and Santa Fe Railroad) im Jahr 1911. Nach der Entdeckung von Erdöl in Stadtnähe am 28. Mai 1923 wurde der Sitz der County-Verwaltung 1925 von Stiles nach Big Lake verlegt.

## Demographie
Das durchschnittliche Einkommen eines Haushalts liegt bei 33.478 USD, das durchschnittliche Einkommen einer Familie bei 37.104 USD. Männer haben ein durchschnittliches Einkommen von 31.056 USD gegenüber den Frauen mit durchschnittlich 17.656 USD. Das Pro-Kopf-Einkommen liegt bei 12.829 USD. 11,3 % der Einwohner und 8,8 % der Familien leben unterhalb der Armutsgrenze.
34,9 % der Einwohner sind unter 18 Jahre alt und auf 100 Frauen ab 18 Jahren und darüber kommen statistisch 97,5 Männer. Das Durchschnittsalter beträgt 32 Jahre (Stand: 2000).